# Municipio de Columbus (Nebraska)
El municipio de Columbus (en inglés: Columbus Township) es un municipio ubicado en el condado de Platte en el estado estadounidense de Nebraska. En el año 2010 tenía una población de 3160 habitantes y una densidad poblacional de 22,74 personas por km².

## Geografía
El municipio de Columbus se encuentra ubicado en las coordenadas 41°27′18″N 97°18′30″O / 41.45500, -97.30833. Según la Oficina del Censo de los Estados Unidos, el municipio tiene una superficie total de 138.96 km², de la cual 130,78 km² corresponden a tierra firme y (5,89 %) 8,18 km² es agua.

## Demografía
Según el censo de 2010, había 3160 personas residiendo en el municipio de Columbus. La densidad de población era de 22,74 hab./km². De los 3160 habitantes, el municipio de Columbus estaba compuesto por el 86,39 % blancos, el 0,51 % eran afroamericanos, el 0,09 % eran amerindios, el 0,57 % eran asiáticos, el 10,82 % eran de otras razas y el 1,61 % eran de una mezcla de razas. Del total de la población el 23,42 % eran hispanos o latinos de cualquier raza.